# Larráinzar
Larráinzar, in precedenza San Andrés Larráinzar, è un comune nello stato del Chiapas, Messico. Conta 20.349 abitanti secondo le stime del censimento del 2010, dei quali 2.364 risiedono nel centro cittadino di Larráinzar.

## Storia
Prima dell'arrivo dei conquistadores spagnoli, faceva parte della nazione Tzotzil. Con l'arrivo dei frati domenicani nei territori "alti" del Chiapas gli venne aggiunto l'appellativo di San Andrés.
Nel 1934 durante il governo di Victórico R. Grajales, venne cambiato il nome in Larráinzar in onore del sig. Lic. Manuel Larráinzar.
Nel febbraio del 1944 durante il governo del Dr. Rafael Pascacio Gamboa  venne elevato a comune di seconda categoria.
Dal 2011, in seguito alla divisione del Sistema de Planeación, è ubicato nella regione economica V - Altos Tzotzil-Tzeltal (in precedenza II - Altos).

## Toponimia
Il nome originale era Istacostoc, che in lingua náhuatl significa "Caverna bianca".

## Geografia fisica
Confina a est con Chenalhó, a sud con San Juan Chamula e a ovest con Bochil e Ixtapa.
Il clima è temperato umido, con piogge abbondanti in primavera. Il territorio è attraversato dai fiumi Tivó e Cantel Sucum e la vegetazione prevalente è il bosco di pino-quercia.

## Località
Le maggiori località rurali, oltre al centro urbano di Larráinzar, sono (tra parentesi la popolazione al 2010):
- Majoval 	(754)
- San Cristobalito 	(640)
- Jolnachoj 	(633)
- Bayalemo Dos 	(630)
- Chuchiltón 	(594)
- Stenlejsotztetic 	(562)
- Talonhuitz 	(539)
- Buenavista 	(513)
- Muctahuitz 	(503)